# Franz von Gaertner (Verwaltungsbeamter)

Franz Carl von Gaertner

Franz Carl von Gaertner (* 28. April 1817 in Neuwied; † 20. September 1872 in Saarbrücken) war ein preußischer Verwaltungsbeamter.

## Herkunft
Franz von Gaertner war ein Sohn des Landrats Carl von Gaertner (1794–1840) und dessen Ehefrau Luise, geborene Winz (1796–1848). Sein Bruder Johann Otto (1829–1894) wurde preußischer Generalleutnant und Hermann Generalmajor.

## Leben
Nach dem Abitur am Gymnasium in Kreuznach studierte er ab 1837 an der Bonn Rechtswissenschaften. Am 10. August 1838 gehörte er zu den sechs Stiftern des Corps Palatia Bonn, geführt als Nummer 1 der Corpsliste. Im letzten Jahr seines Studiums diente er als Einjährig-Freiwilliger. Nach der Auskultatorprüfung wurde er im Juni 1840 Auskultator beim Landgericht Koblenz. Zwei Jahre später legte er das Referendarexamen ab und wurde Ende August 1842 Gerichtsreferendar am Rheinischen Appellationsgerichtshof Köln. Im August 1846 bestand Gaertner das Assessorexamen. Nach ersten Tätigkeiten am Landgericht Bonn, im Justizministerium und am Landgericht Koblenz war er zwischen 1848 und 1850 juristischer Hilfsarbeiter beim Kriegsgericht des VIII. Armee-Korps in Koblenz, im Justizministerium und bei der Generalprokuratur Köln. Im Jahr 1849 erstellte er als Korpsauditeur im Feldzug gegen die Badische Revolution auf Wunsch des Befehlshabers Moritz von Hirschfeld ein Gutachten zum kriegsgerichtlichen Todesurteil gegen den Revolutionär Maximilian Dortu, in dem er es als fehlerhaft bezeichnete und das mutige Auftreten Dortus bei der Verhandlung ausdrücklich lobte. Den preußischen König Friedrich Wilhelm IV. erboste dieses Gutachten eines "demokratischen Auditeur[s]", die Hinrichtung Dortus konnte es nicht verhindern.
Im Oktober 1850 wurde er Prokurator beim Landgericht Saarbrücken. Nach einem halben Jahr erfolgte seine Ernennung zum Staatsprokurator in Saarbrücken.
Friedrich Wilhelm IV. ernannte Gaertner am 24. Dezember 1855 zum Landrat des Landkreises Saarbrücken. Das Amt hatte er bis zu seinem Tod 1872 inne.
Seit 1953/54 ist nach ihm die „Gaertnerstraße“ in Saarbrücken-Dudweiler benannt.

## Familie
Gaertner heiratete am 1. Juli 1851 Irma Mathilde Haldy (1833–1888). Das Paar hatte mehrere Kinder:
- Irma Karoline (1852–1854)
- Karl Franz August (1855–1900), Major a. D. ⚭ 1889 Hedwig Ramona von Jordan (* 1869)
- Otto Friedrich (* 1856), Hauptmann a. D.
- Maria Camilla (* 1863) ⚭ 1883 Eduard von Rudno-Rudzinski († März 1890)
- Kurt Wilhelm (* 1869) ⚭ 1905 Dora Wilhelma Holtz (* 1881)